# Evropská baptistická federace
Evropská baptistická federace (EBF) je svazem 51 baptistických jednot (zpravidla národních) a je jedním ze šesti regionálních svazů Světového svazu baptistů (BWA - Baptist World Alliance). EBF byla založena v Rüschlikonu ve Švýcarsku v roce 1949. Společnými tématy evropských baptistických jednot jsou evangelizace a misie, obhajoba lidských práv a náboženské svobody, teologické vzdělávání a humanitární pomoc. Federace reprezentuje asi 12.000 baptistických sborů s více než 800.000 členů. Své sídlo má na IBTS v bývalém zámku Jenerálka v Praze. Současným prezidentem je Valeriu Ghilețchi z Moldavska a generálním tajemníkem Anthony Peck z Velké Británie.

## Členské jednoty
- Albánie

Jednota baptistů v Albánii (5 sborů s 250 členy)
- Arménie

Jednota sborů evangelikálních křesťanů - baptistů v Arménii (137 sborů s 3.815 členy)
- Ázerbájdžán

Jednota evangelikálních křesťanů - baptistů v Ázerbájdžánu (22 sborů s 3.000 členy)
- Belgie

Jednota baptistů v Belgii (31 sborů s 1.100 členy)
- Bělorusko

Jednota evangelikálních křesťanů - baptistů v Běloruské republice (315 sborů s 14.000 členy)
- Bosna a Hercegovina

Křesťanská baptistická církev v Bosně a Hercegovině (15 sborů s 300 členy)
- Bulharsko

Bulharská baptistická jednota (107 sborů s 5.150 členy)
- Česko

Bratrská jednota baptistů v ČR (36 sborů s 2.350 členy)
- Dánsko

Baptistická jednota v Dánsku (50 sborů s 5.100 členy)
- Egypt

Egyptská baptistická konvence (13 sborů s 1.300 členy)
- Estonsko

Jednota svobodných evangelikálních a baptistických sborů Estonska (82 sborů s 5.950 členy)
- Finsko

Finská baptistická jednota (11 sborů s 690 členy)
Jednota švédských baptistů ve Finsku (19 sborů s 1.290 členy)
- Francie

Federace evangelikálních baptistických sborů ve Francii (111 sborů s 6.280 členy)
- Gruzie

Evangelikální baptistické sbory v Gruzii (75 sborů s 5.085 členy)
- Chorvatsko

Svaz baptistických církví v Chorvatsku (50 sborů s 2.000 členy)
- Itálie

Unie křesťanů evangelikálů baptistů v Itálii (116 sborů s 6.400 členy)
- Izrael

Asociace baptistických sborů v Izraeli (20 sborů s 800 členy)
- Jordánsko

Jordánská baptistická konvence (20 sborů s 2.000 členy)
- Kosovo

Společenství baptistických sborů v Kosovu (3 sbory s 105 členy)
- Libanon

Konvence evangelikálních baptistických sborů v Libanonu (27 sborů s 2.000 členy)
- Litva

Jednota evangelikálních baptistů v Litvě (8 sborů s 384 členy)
- Lotyšsko

Jednota baptistických sborů v Lotyšsku (86 sborů s 6.680 členy)
- Maďarsko

Maďarská baptistická jednota (356 sborů s 11.510 členy)
- Moldávie

Jednota křesťanských evangelikálních baptistických sborů v Moldávii (405 sborů s 21.000 členy)
- Německo

Svaz svobodných evangelikálních sborů baptistů v Německu (850 sborů s 85.190 členy)
- Nizozemsko

Jednota baptistických sborů v Nizozemsku (85 sborů s 11.500 členy)
- Norsko

Norská baptistická jednota (72 sborů s 4.800 členy)
- Polsko

Baptistická jednota v Polsku (79 sborů s 4.700 členy)
- Portugalsko

Konvence baptistů v Portugalsku (70 sborů s 4.500 členy)
- Rakousko

Rakouská baptistická jednota (22 sborů s 1.349 členy)
- Rumunsko

Rumunská baptistická jednota (1.722 sborů s 98.672 členy)
Konvence maďarských baptistických sborů v Rumunsku (243 sborů s 8.685 členy)
- Rusko

Jednota evangelikálních křesťanů - baptistů v Rusku (1.300 sborů s 78.000 členy)
- Severní Makedonie

Jednota baptistických křesťanů v Makedonii (2 sbory s 100 členy)
- Slovensko

Bratrská jednota baptistů na Slovensku (23 sborů s 1.949 členy)
- Slovinsko

Jednota baptistických sborů ve Slovinsku (7 sborů s 160 členy)
- Srbsko

Jednota baptistických sborů v Srbsku (51 sborů s 2.200 členy)
Jednota evangelikálních křesťanů - baptistů v Srbsku a Černé Hoře (14 sborů s 700 členy)
- Španělsko

Jednota evangelikálních baptistů ve Španělsku (90 sborů s 9.624 členy)
- Švédsko

Švédská baptistická jednota (226 sborů s 17.300 členy)
Svobodné evangelikální církve (330 sborů s 30.000 členy)
- Švýcarsko

Švýcarská baptistická jednota (10 sborů s 1.201 členy)
- Sýrie

Syrská baptistická konvence (7 sborů)
- Tádžikistán

Jednota evangelikálních křesťanských baptistických sborů v Tádžikistánu (14 sborů s 350 členy)
- Ukrajina

Celoukrajinská jednota asociací evangelikálních křesťanů - baptistů (2.800 sborů s 140.000 členy)
Bratrské nezávislé církve baptistů na Ukrajině (129 sborů s 10.000 členy)
- Velká Británie

Baptistická jednota ve Velké Británii (2.007 sborů s 138.305 členy)
Baptistická jednota ve Skotsku (176 sborů s 13.947 členy)
Baptistická jedenota ve Walesu (447 sborů s 15.871 členy)
- Uzbekistán

Uzbecká baptistická jednota
- Evropa a Blízký východ

Evropská baptistická konvence (66 anglicky mluvících sborů v Evropě s 5.246 členy)